# Demosthenesia oppositifolia
Demosthenesia oppositifolia är en ljungväxtart som beskrevs av J.L. Luteyn. Demosthenesia oppositifolia ingår i släktet Demosthenesia, och familjen ljungväxter. Inga underarter finns listade i Catalogue of Life.